# Freneuse-sur-Risle
Freneuse-sur-Risle is een gemeente in het Franse departement Eure (regio Normandië) en telt 340 inwoners (1999). De plaats maakt deel uit van het arrondissement Bernay.

## Geografie
De oppervlakte van Freneuse-sur-Risle bedraagt 8,1 km², de bevolkingsdichtheid is 42,0 inwoners per km².
De onderstaande kaart toont de ligging van Freneuse-sur-Risle met de belangrijkste infrastructuur en aangrenzende gemeenten.

## Demografie
Onderstaande figuur toont het verloop van het inwonertal (bron: INSEE-tellingen).